# Soulless Child
Soulless Child är det italienska symfoniska power metal-bandet Ancient Bards andra studioalbum, utgivet i november 2011 på Limb Music och i Japan på Spiritual Beast månaden därpå.
Skivan var bandets första med trummisen Federico Gatti som ersatte Alessandro Carichini.
Två musikvideor spelades in från albumet: "To the Master of Darkness" och "Through My Veins".

## Låtlista
1. "Struggle for Life" – 1:53
2. "To the Master of Darkness" – 7:33
3. "Gates of Noland" – 5:13
4. "Broken Illusion" – 5:11
5. "All That Is True" – 9:55
6. "Valiant Ride" – 4:13
7. "Dinanzi al flagello" – 1:29
8. "Soulless Child" – 9:15
9. "Through My Veins" – 7:19
10. "Hope Dies Last" – 14:31

Bonusspår på den japanska utgåvan
1. "The Skies Above" – 3:17

## Medverkande
Musiker
- Sara Squadrani – sång, körsång
- Claudio Pietronik – gitarr
- Fabio Balducci – gitarr
- Martino Garattoni – basgitarr, körsång
- Daniele Mazza – keyboard, körsång
- Federico Gatti – trummor

Bidragande musiker
Körsång

- Joseph Spiller
- Chiara Delvecchio
- Claudia Saponi
- Georgia Palmerini
- Claudia Rivoli
- Ala Ganciu
- Raffaella Ceccarelli
- Fabrizia Conti
- Maria Letizia Sassaroli
- Maria Luisa Cenci
- Giambattista Volpones
- Edoardo Canducci
- Michele Canducci
- Giovanni Frison
- Roberto Coffee
- GianMaria Vannoni
- Simone Mularoni

Akustisk gitarr
- Simone Mularoni

Produktion
- Simone Mularoni – producent, inspelningstekniker, mixning, mastering
- Ancient Bards – producent
- Felipe Machado Franco – omslagskonst
- Matteo Ermeti – foto